# Pisenor arcturus
Pisenor arcturus är en spindelart som först beskrevs av Tucker 1917.  Pisenor arcturus ingår i släktet Pisenor och familjen Barychelidae.
Artens utbredningsområde är Zimbabwe. Inga underarter finns listade i Catalogue of Life.